# Henri d'Ofterdingen
Henri d'Ofterdingen (titre original en allemand Heinrich von Ofterdingen) est un roman inachevé du poète romantique allemand Novalis, qui sera publié après sa mort par son ami Ludwig Tieck en 1802.

## Origine du titre

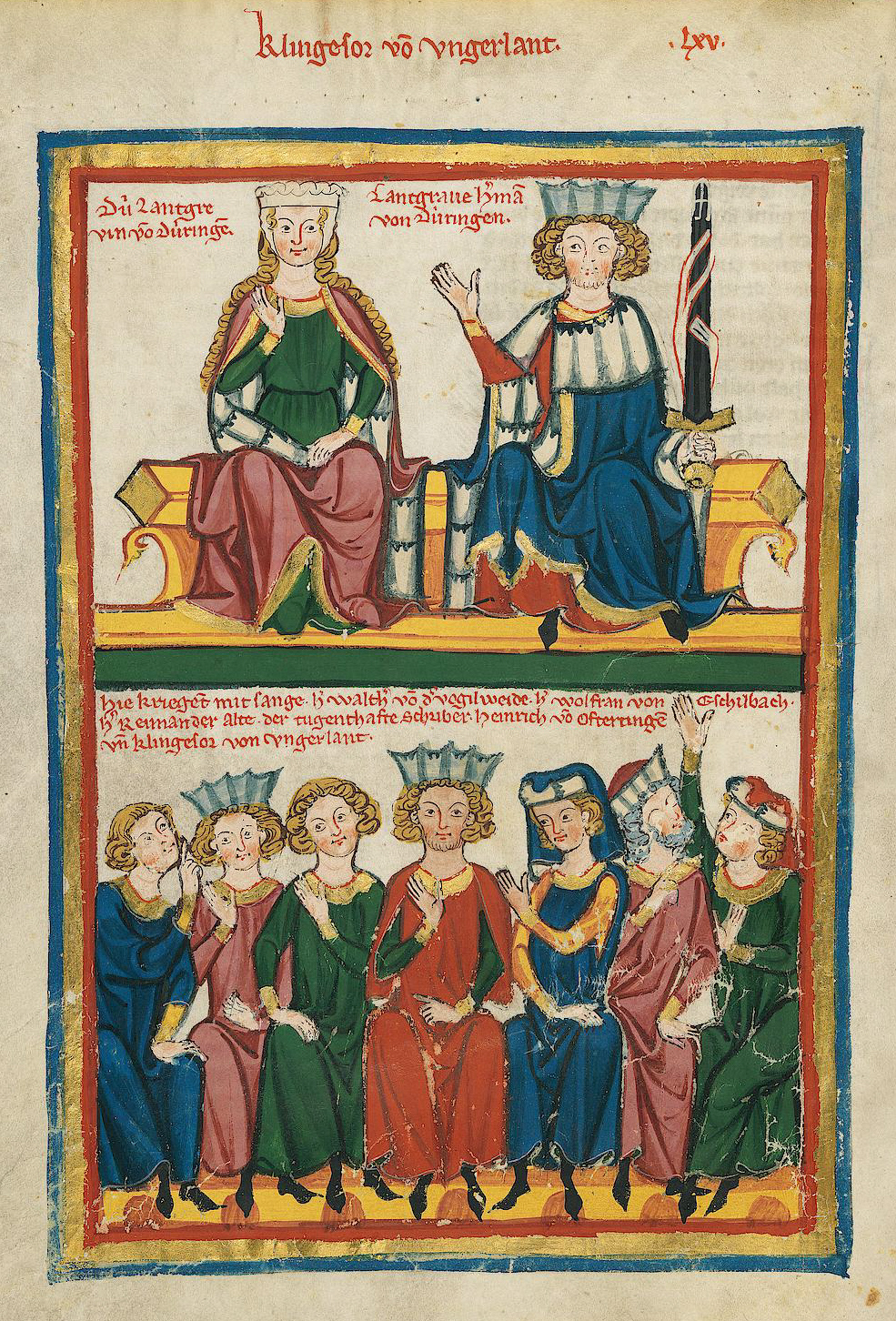
Les Minnesänger et Klingesor, Codex Manesse, 1305 - 1315

Henri d'Ofterdingen est un troubadour allemand du XIIIe siècle, qui est dit avoir participé au concours des Minnesänger lors du Tournoi des chanteurs de la Wartbourg près d'Eisenach en 1207.

## Résumé
Henri est un jeune homme vivant chez ses parents, à Eisenach. Un jour, sa mère l'invite à voyager avec elle en direction d'Augsbourg afin qu'il rencontre son grand-père maternel, Schwaning, un noble de la ville. Ils effectuent leur trajet en compagnie de marchands avec lesquels Henri va beaucoup échanger sur la poésie. Arrivé à destination, le jeune homme fait la connaissance du poète Klingshor et de sa fille Mathilde, invités à la cour de son grand-père en qualité d'amis. Henri et Mathilde tombent très vite amoureux et avec l'accord des deux familles respectives, des fiançailles sont organisées. En parallèle, Henri devient le disciple de son beau père et souhaite devenir poète.

## Thèmes du roman
Ce roman complexe et inachevé porte l'idéal poétique très élevé du romantisme, exprimé par le fragment 116 de la revue L'Athenaeum, consacré à la poésie romantique « universelle progressive ». Novalis n'est pas seulement un poète, il est aussi un philosophe, un scientifique et un encyclopédiste, et toutes ses pensées se retrouvent dans son œuvre.

La première partie constitue ce que l'on peut appeler, le voyage initiatique d'Henri. 

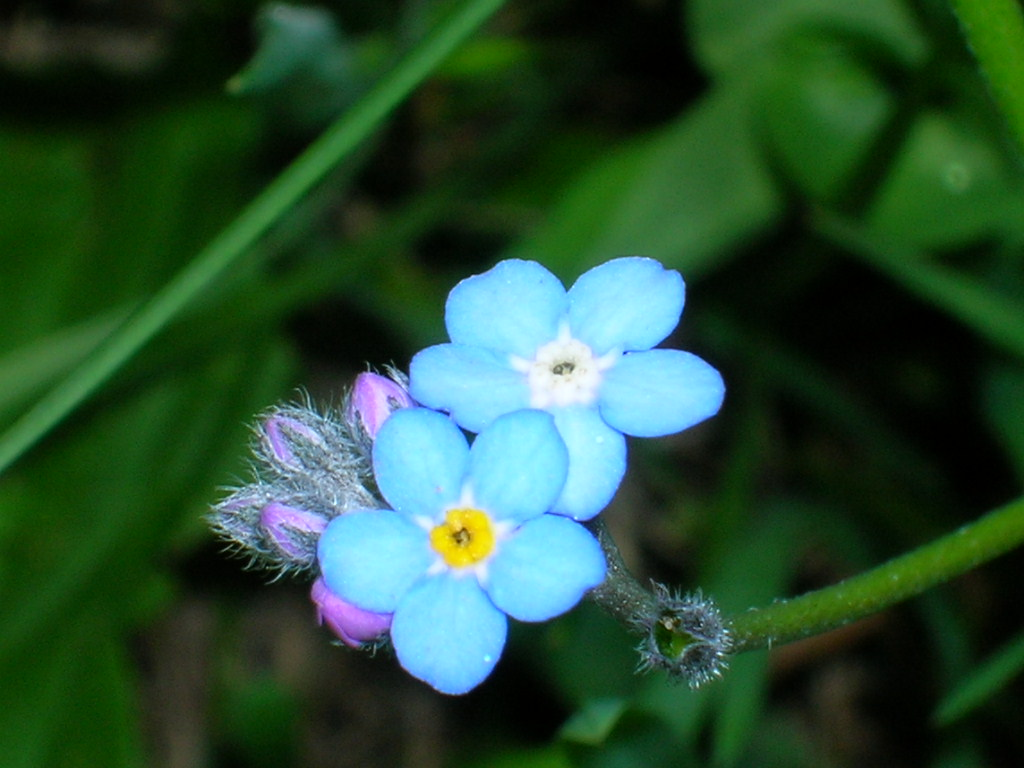
Fleurs d'un bleu éthéré, comme dans le roman Henri d'Ofterdingen.

### La fleur bleue
Au premier chapitre, Henri fait un rêve étrange dans lequel il voyage jusqu'à arriver dans une caverne. À l'intérieur se trouve une fleur bleue (de) qui captive toute l'attention du héros et puis semble tout à coup se transformer et prendre la forme d'un visage féminin. Ce rêve est quelque peu prémonitoire pour Henri, et la fleur bleue revient ponctuellement dans le roman. Elle laisse une véritable empreinte dans la tête du héros puisqu'il dit : « voir de mes yeux la Fleur Bleue, voilà ce qui fait soupirer mon cœur ! C'est elle qui m'occupe constamment l'esprit ; je ne peux plus penser à rien, imaginer rien d'autre. »
Elle symbolise l'amour éternel qui lie Henri et Mathilde d'une part, mais elle symbolise surtout la recherche ou aspiration à la connaissance de la nature et de soi. De plus, la fleur bleue est le lien entre la réalité et le monde des rêves. La nature occupe une lourde place dans le roman car « Les romantiques comme Schelling et Novalis, persuadés que l’âme du monde a déposé en nous une faculté, des sens qui nous rendent dépositaires d’un langage commun avec celui de la nature, refusent cet appauvrissement de la sensibilité et cherchent à renouer avec cette connivence originaire entre l’homme et le monde ». Cette idée vient largement de Fichte qui parle d'une « aspiration nostalgique », c'est-à-dire la poursuite d'une intuition profonde vers cette faculté à communier avec la nature.

### L'histoire, le passé et le temps

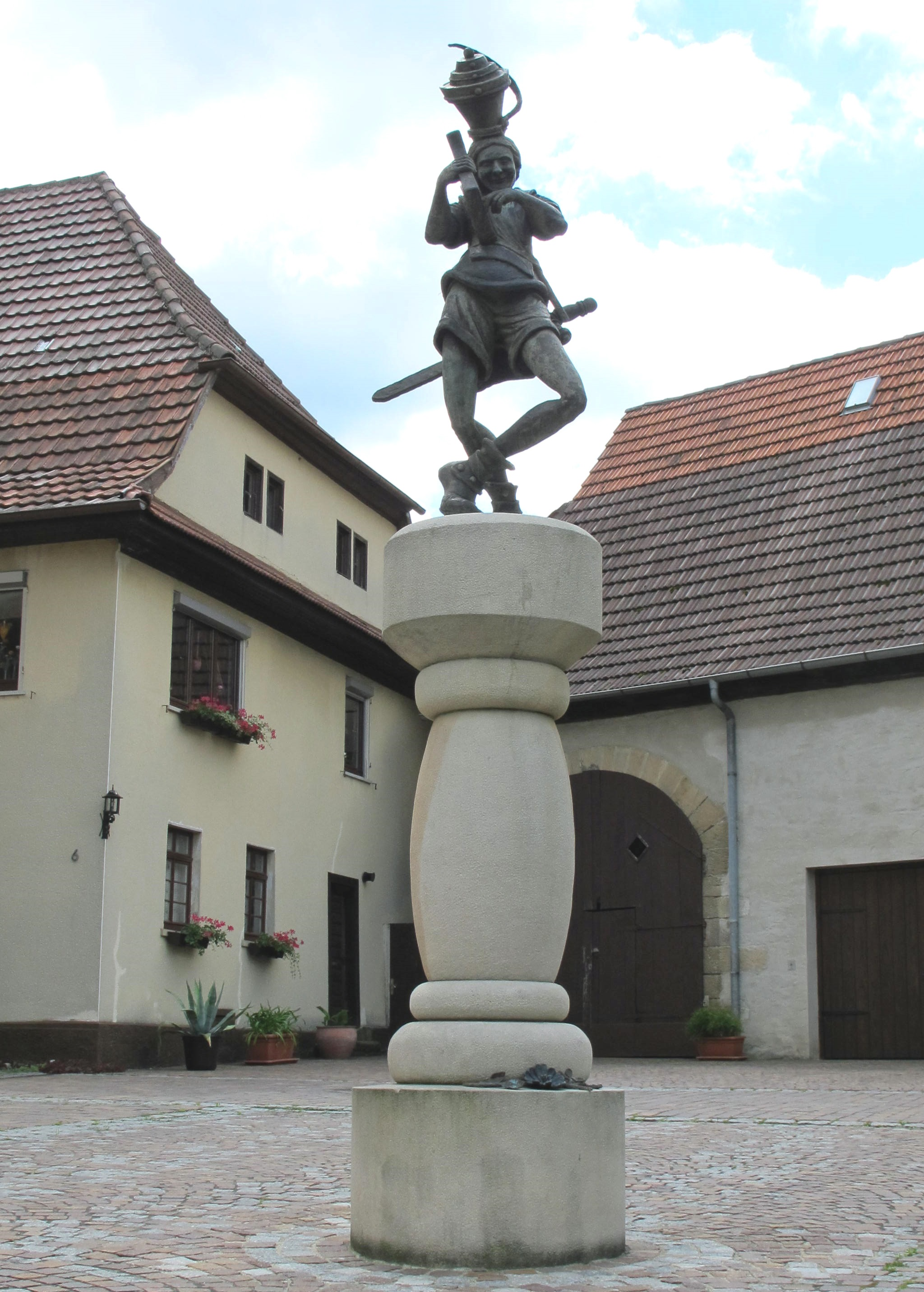
Andreas Futter : Heinrich von Ofterdingen, statue de bronze, 2008, Ofterdingen

L'histoire tient une place importante dans le roman : elle est l'objet de réflexion à la fois d'Henri et de Novalis. Le roman se déroule dans un Moyen Âge mythique, période idéalisée par Novalis. En effet, il considère son temps perverti par l'argent et l'individualisme alors que le Moyen Âge est pour lui un temps de cohésion sociale, permise par la religion,.
Pour les romantiques, le Moyen Âge est une source d'émerveillement et d'inspiration infinie. Chaque agent caractéristique de cette époque peut se retrouver poétisé : les troubadours, les croisades, les mineurs sont d'autant de sujets d'échange que rencontre Henri durant son voyage. Tout cela fait de cette période un véritable âge d'or aux yeux des romantiques.
Plus généralement, c'est l'ensemble de cette œuvre qui interroge l'indécision ou la prédétermination du destin.

### Mathilde et la poésie
Si tous les faits qui se produisent avant la rencontre avec Mathilde confirment à Henri qu'il dispose d'un certain penchant pour la poésie, c'est pourtant elle qui sera l'événement déclencheur de la métamorphose du jeune homme en poète. Cette transformation est largement inspirée de l'histoire personnelle de Novalis. Son amour pour Sophie Von Kühn, puis la mort soudaine de cette dernière, ont fait passer Novalis d'un philosophe idéaliste à un véritable poète romantique. De la même manière, Mathilde révèle sa vocation de poète à Henri qu'il accomplira dans la deuxième partie, si toutefois elle avait été écrite.
Par ailleurs, dans le poème du dernier chapitre de la première partie, c'est Eros le grand frère de Fable : cela voudrait dire que c'est l'amour qui est l'instigateur de la poésie car ces deux personnages sont des allégories de l'amour le plus pur et de la poésie.

## Autour du roman
Le roman se termine à la fin de la première partie, intitulée « L'attente ». La deuxième partie, « L'accomplissement » ne verra jamais le jour en raison de la mort précoce de l'auteur. Toutefois, le roman est complété par une notice de son ami Ludwig Tieck. Ce dernier rassemble les notes et brouillons de l'écrivain pour expliquer au lecteur quelles auraient pu être les suites du roman prévues par Novalis.